# Arbela (Missouri)
Arbela è un villaggio degli Stati Uniti d'America, situato nello Stato del Missouri, nella contea di Scotland.